# (1142) Étolie
(1142) Étolie (officiellement (1142) Aetolia) est un astéroïde de la ceinture principale, découvert le 24 janvier 1930 par l'astronome allemand Karl Wilhelm Reinmuth depuis l'observatoire du Königstuhl.
Sa désignation provisoire était 1930 BC.
Il est nommé d'après la région de Grèce, l'Étolie.